# الحجر (ذي السفال)

تعديل مصدري - تعديل

الحجر هي إحدى قرى عزلة حبير بمديرية ذي السفال التابعة لمحافظة إب، بلغ تعداد سكانها 128 نسمة حسب تعداد اليمن لعام 2004.